# Società Polisportiva Molinella 1940-1941
Questa voce raccoglie le informazioni riguardanti la Società Polisportiva Molinella nelle competizioni ufficiali della stagione 1940-1941.

## Rosa
| N. |                   | Ruolo | Calciatore           |
| -- | ----------------- | ----- | -------------------- |
|    | Italia (bandiera) | C     | F. Berselli          |
|    | Italia (bandiera) | D     | G. Bertarini         |
|    | Italia (bandiera) | C     | Diego Bertocchi      |
|    | Italia (bandiera) | D     | Dino Bertoni         |
|    | Italia (bandiera) | P     | Otello Bertozzi      |
|    | Italia (bandiera) | C     | Gianni Bovoli        |
|    | Italia (bandiera) | D     | Alessandro Calanchi  |
|    | Italia (bandiera) | A     | Livio Carletti       |
|    | Italia (bandiera) | D     | Antonio Cesari       |
|    | Italia (bandiera) | C     | Gianangelo Cavalazzi |
|    | Italia (bandiera) | D     | Tullio Duimovich     |
|    | Italia (bandiera) | A     | Werther Gaiani       |
|    | Italia (bandiera) | C     | Marino Galeotti      |

| N. |                   | Ruolo | Calciatore       |
| -- | ----------------- | ----- | ---------------- |
|    | Italia (bandiera) | C     | Guido Gotellini  |
|    | Italia (bandiera) | A     | Franco Lolli     |
|    | Italia (bandiera) | A     | Gaetano Lupi     |
|    | Italia (bandiera) | C     | Augusto Magli    |
|    | Italia (bandiera) | D     | Renzo Magli      |
|    | Italia (bandiera) | A     | Sergio Manni     |
|    | Italia (bandiera) | C     | Sante Marzani    |
|    | Italia (bandiera) | C     | Renato Molena    |
|    | Italia (bandiera) | C     | Nino Negrini     |
|    | Italia (bandiera) | A     | Luciano Nerozzi  |
|    | Italia (bandiera) | A     | Luigi Scanabissi |
|    | Italia (bandiera) | C     | S. Urbielli      |
|    | Italia (bandiera) | C     | R. Villa         |